# Když (báseň)
Když (v originále If) je známá báseň Rudyarda Kiplinga. Byla napsána v roce 1895 a poprvé publikována v kapitole Rewards and Fairies z Brother Square Toes, sbírce povídek a básní z roku 1910. Kipling v ní vystihl obraz a ideál mužných vlastností a požadavky na statečného člověka v životním zápase v přemáhání každodenních všelidských problémů.
Báseň se těší stále velké popularitě, především mezi Brity. V roce 1995 byla zvolena nejoblíbenější britskou básní v hlasování stanice BBC.
Nejznámější český překlad pořídil Otokar Fischer, existuje ale více variant překladu. Překlad Otokara Fischera zhudebnil a zpívá písničkář Pepa Nos a také skupina Taxmeni.
Úryvek básně je umístěn nad vstupem hráčů na centrální dvorec tenisového klubu All England Lawn Tennis and Croquet Club ve Wimbledonu.

## Text básně
| Anglický originál If— If you can keep your head when all about you Are losing theirs and blaming it on you, If you can trust yourself when all men doubt you, But make allowance for their doubting too. If you can wait and not be tired by waiting, Or being lied about, don't deal in lies, Or being hated, don't give way to hating, And yet don't look too good, nor talk too wise: If you can dream—and not make dreams your master; If you can think—and not make thoughts your aim; If you can meet with Triumph and Disaster, And treat those two impostors just the same; If you can bear to hear the truth you've spoken Twisted by knaves to make a trap for fools, Or watch the things you gave your life to, broken, And stoop and build 'em up with worn-out tools: If you can make a heap of all your winnings And risk it on one turn of pitch-and-toss, And lose, and start again at your beginnings And never breathe a word about your loss; If you can force your heart and nerve and sinew To serve your turn long after they are gone, And so hold on when there is nothing in you Except the Will which says to them: "Hold on!" If you can talk with crowds and keep your virtue, Or walk with Kings—nor lose the common touch, If neither foes nor loving friends can hurt you, If all men count with you, but none too much; If you can fill the unforgiving minute With sixty seconds' worth of distance run, Yours is the Earth and everything that's in it, And—which is more—you'll be a Man, my son! (Rudyard Kipling) | Český překlad Když Když bezhlavost svým okem klidně měříš, ač tupen, sám že nejsi bezhlavý, když, podezříván, pevně v sebe věříš, však neviníš svých soků z bezpráví, když čekat znáš, ba čekat beze mdloby, jsa obelháván, neupadat v lež, když, nenáviděn, sám jsi beze zloby, slov ctnosti nadarmo však nebereš, když umíš snít a nepodlehnout snění, když hloubat znáš a dovedeš přec žít, když proti triumfu i ponížení jak proti svůdcům spolčeným jsi kryt, když nezoufáš, nechť pravdivá tvá slova lstí bídáků jsou pošlapána v kal, když hroutí se tvé stavení a znova jak dělník v potu lopotíš se dál, když spočítat znáš hromadu svých zisků a na jediný hod vše riskovat, zas po prohře se vracet k východisku a nezavzdychnout nad hořem svých ztrát, když přinutit znáš srdce své a čivy, by s tebou vytrvaly nejvěrněj, ač tep a pohyb uniká ti živý a jen tvá vůle káže „Vytrvej!“, když něhu sneseš přílišnou i tvrdost, když svůj jsi, všem nechť druhem jsi se stal, když, sbratřen s davem, uchováš si hrdost a nezpyšníš, byť mluvil s tebou král, když řekneš: „Svými vteřinami všemi mně, čase, jak bych závodník byl, služ!“, pak pán, pak vítěz na širé jsi zemi — a co je víc: pak, synu můj, jsi muž! (překlad Otokar Fisher) |

## Česká vydání
- Báseň byla přeložena Otokarem Fischerem a poprvé vydána v roce 1935 v nakladatelství Alois Chvála, v edici Listy k srdci.[3]
- V roce 1935 vyšla též ve sbírce Písně mužů, vydané nakladatelstvím Tisk ve Zlíně
- Za druhé světové války (v době, kdy Německo válčilo s Velkou Británií) nebyla díla Rudyarda Kiplinga v Protektorátu vydávána (naposledy v roce 1940)
- Po vydání z roku 1945 (Praha, nakladatel Antonín Hořánek) se báseň dočkala samostatného vydání až v roce 2015, v překladu Zdeňka Hrona (Havlíčkův Brod, nakladatelství Petrkov). Písně mužů vyšly po 2. světové válce naposledy v roce 1949 (Praha, Vilém Smidt) a pak až v roce 2007 (Praha, Primus)
- Báseň v českém překladu s drobnými úpravami zhudebnil písničkář Pepa Nos, vydáno na LP a MC Země je kulatá vydavatelství Multisonic (1990, repress 1991)